# Amalia van Saksen-Weimar-Eisenach
Amalia Maria da Gloria Augusta (Gent, 20 mei 1830 — Walferdange, Luxemburg, 1 mei 1872), prinses van Saksen-Weimar-Eisenach, was de eerste echtgenote van prins Hendrik van Oranje-Nassau, zoon van koning Willem II.
Ze was de jongste dochter van Karel Bernhard van Saksen-Weimar-Eisenach en Ida van Saksen-Meiningen, dochter van hertog George I van Saksen-Meiningen. Amalia groeide op tot een ontwikkelde vrouw, die schreef en converseerde in meerdere talen en geïnteresseerd was in theater, muziek en literatuur.
Er waren meerdere familiebanden tussen Amalia's familie en het huis Oranje-Nassau. Haar neef George II van Saksen-Meiningen trouwde met Charlotte van Pruisen, een dochter van prinses Marianne van Oranje-Nassau. Haar neef Karel Alexander van Saksen-Weimar was getrouwd met Sophie, de enige dochter van Willem II. Hoewel zeker is dat Amalia en Hendrik, de jongste zoon van Willem II, in het najaar van 1847 kortstondig tegelijk op Madeira hebben verbleven, is het hoogst onwaarschijnlijk dat op dat moment hun eerste ontmoeting plaatsvond. Amalia's vader was een hoge officier in Nederlandse dienst en de hele familie was goed bekend aan het Haagse hof. Het gerucht dat op Madeira in twee weken een romance ontstond, berust niet op waarheid. Het huwelijk tussen Hendrik en Amalia werd pas jaren later gearrangeerd.
In tegenstelling tot Hendriks oudere broer Willem en diens vrouw Sophie pasten Amalia en Hendrik goed bij elkaar. Ze waren allebei huiselijk ingesteld en hielden van gezelligheid. Hoewel Amalia in het openbaar op de achtergrond bleef, schijnt ze privé dominanter te zijn geweest dan haar verlegen echtgenoot. Amalia lag eveneens goed in de familie. Ze genoot bijvoorbeeld de gunst van haar schoonmoeder Anna Paulowna, die van haar andere schoondochter Sophie weinig moest hebben.
Het harmonieuze huwelijk bleef tot spijt van beide echtgenoten kinderloos. Amalia stierf op 1 mei 1872 op kasteel Walferdange na een kort ziekbed, waarna haar lichaam per trein naar Delft vervoerd werd. Daar werd haar stoffelijk overschot op 17 mei bijgezet in de grafkelder van de Oranjes in de Nieuwe Kerk. In bijzijn van haar gemaal werd in 1876 in de stad Luxemburg een standbeeld voor haar onthuld.
De Amaliastraat in Den Haag is vernoemd naar Amalia Maria da Gloria Augusta van Saksen-Weimar-Eisenach.

## Referentie
- Amalia van Saksen-Weimar in het Digitaal Vrouwenlexicon van Nederland

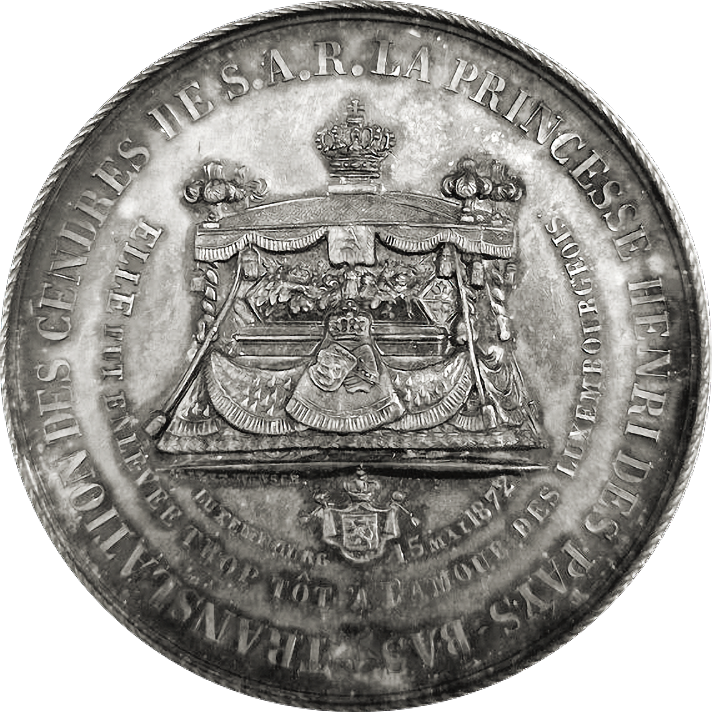
Keerzijde gedenkpenning ter gelegenheid van het overbrengen van het stoffelijk overschot van de prinses van Walferdange naar Nederland, gemaakt door Albert Wunsch.